# Laghetto di Torrefumo
Il laghetto di Torrefumo è uno specchio d’acqua che si trova lungo la costa di Monte di Procida, nei Campi Flegrei.

## Descrizione
Formazione recente di acqua salmastra, si è sviluppato tra i costoni del promontorio di Monte di Procida e la spiaggia sottostante. Si trova lungo l’omonima oasi di Torrefumo. Il nome si deve ad una torre di avvistamento non più presente da cui partivano segnali di fumo per inviare comunicazioni.

## Ecosistema
Presenta un ecosistema dinamico e delicato, popolato da pesci e in cui nidificano uccelli stanziali e migratori.